# Mount Athelstan
Mount Athelstan är ett berg i Antarktis. Det ligger i Västantarktis. Argentina, Chile och Storbritannien gör anspråk på området. Toppen på Mount Athelstan är 1 615 meter över havet.
Terrängen runt Mount Athelstan är bergig åt nordväst, men åt sydost är den kuperad. Trakten är obefolkad. Det finns inga samhällen i närheten.